# جون أوتس باور
جون أوتس باور هو جيولوجي وسياسي كندي، ولد في 14 أكتوبر 1901 في كندا، وتوفي في 16 يناير 1981 في كندا. حزبياً، نشط في الحزب الكندي التقدمي المحافظ. وقد انتخب عضو مجلس العموم الكندي.